# Makoto Mimura
Makoto Mimura (三村 真 Mimura Makoto?, nacido el 30 de marzo de 1989 en Hiroshima) es un futbolista japonés que se desempeña como delantero.

## Trayectoria

### Clubes
| Club            | País  | Año         |
| --------------- | ----- | ----------- |
| Fagiano Okayama | Japón | 2011 - 2021 |

## Estadística de carrera

### J. League
| Club            | Año   | J. League | J. League | Copa J. League | Copa J. League | Total | Total |
| Club            | Año   | Part.     | Goles     | Part.          | Goles          | Part. | Goles |
| --------------- | ----- | --------- | --------- | -------------- | -------------- | ----- | ----- |
| Fagiano Okayama | 2011  | 0         | 0         | -              | -              | 0     | 0     |
| Fagiano Okayama | 2012  | 11        | 0         | -              | -              | 11    | 0     |
| Fagiano Okayama | 2013  | 12        | 1         | -              | -              | 12    | 1     |
| Fagiano Okayama | 2014  | 28        | 1         | -              | -              | 28    | 1     |
| Fagiano Okayama | 2015  | 20        | 0         | -              | -              | 20    | 0     |
| Fagiano Okayama | 2016  | 14        | 0         | -              | -              | 14    | 0     |
| Fagiano Okayama | 2017  | 27        | 1         | -              | -              | 27    | 1     |
| Total           | Total | 112       | 3         | 0              | 0              | 112   | 3     |